# Estadio Olímpico Internacional
El Estadio Olímpico Internacional (en árabe: الملعب الأولمبي الدولي‎) es un estadio mutiuso ubicado en la ciudad de Trípoli, Líbano.

## Historia
Fue construido en 1999 y fue una de las sedes de la Copa Asiática 2000 en la que Líbano fue el país organizador. Cuenta con capacidad para 22.400 espectadores.
Actualmente es utilizado principalmente para partidos de rugby en los que participa la selección nacional.

## Eventos

### Copa Asiática 2000
El estadio fue sede de 5 partidos de la fase de grupos y de uno de los cuartos de final:
| 13 de octubre de 2000 | Corea del Sur                         | 2–2     | China                                 | Olímpico Internacional, Trípoli                             |                                                             |
|                       | Lee Young-Pyo 30' · Noh Jung-Yoon 58' | Reporte | Su Maozhen 36' · Fan Zhiyi 66' (pen.) | Asistencia: 1,000 espectadores Árbitro(s): Omer Al-Mehannah | Asistencia: 1,000 espectadores Árbitro(s): Omer Al-Mehannah |

| 13 de octubre de 2000 | Kuwait | 0–0     | Indonesia | Olímpico Internacional, Trípoli                           |                                                           |
|                       |        | Reporte |           | Asistencia: 2,000 espectadores Árbitro(s): Tajaddin Fares | Asistencia: 2,000 espectadores Árbitro(s): Tajaddin Fares |

| 16 de octubre de 2000 | China                                                        | 4–0     | Indonesia | Olímpico Internacional, Trípoli |                        |
|                       | Li Ming 2' · Shen Si 7' (pen.) · Yang Chen 10' · Qi Hong 90' | Reporte |           | Árbitro(s): Nabil Ayad          | Árbitro(s): Nabil Ayad |

| 16 de octubre de 2000 | Corea del Sur | 0–1     | Kuwait         | Olímpico Internacional, Trípoli                       |                                                       |
|                       |               | Reporte | Al-Huwaidi 43' | Asistencia: 5,000 espectadores Árbitro(s): Brian Hall | Asistencia: 5,000 espectadores Árbitro(s): Brian Hall |

| 19 de octubre de 2000 | China | 0–0     | Kuwait | Olímpico Internacional, Trípoli                           |                                                           |
|                       |       | Reporte |        | Asistencia: 5,000 espectadores Árbitro(s): Shamsul Maidin | Asistencia: 5,000 espectadores Árbitro(s): Shamsul Maidin |

| 23 de octubre de 2000 | Irán        | 1:2 (0:0, 1:1) (t. s.) | Corea del Sur                        | Olímpico Internacional, Trípoli                        |                                                        |
|                       | Bagheri 71' |                        | Kim Sang-Sik 90' · Lee Dong-Gook 99' | Asistencia: 5.000 espectadores Árbitro(s): Ali Bujsaim | Asistencia: 5.000 espectadores Árbitro(s): Ali Bujsaim |